# Batalla de Constantino contra Majencio
La batalla de Constantino contra Majencio o  Batalla del Puente Milvio ( Pons Milvius), es un fresco en una de las habitaciones que hoy son conocidas como Stanze di Raffaello, en el Palacio Apostólico en el Vaticano. Se ubica en la Sala di Costantino («Sala de Constantino»). Fue ejecutado por Giulio Romano y otros ayudantes del artista renacentista italiano Rafael, que murió en 1520. Lo más probable es que, como la Visión de la cruz, se pintara siguiendo un dibujo o proyecto de Rafael, entre los años 1520 y 1524.
Después de la muerte del maestro, Giulio Romano trabajó junto a otros miembros del taller de Rafael para acabar la comisión de decorar con frescos estas salas.
Este fresco muestra la batalla del Puente Milvio, ocurrida el 28 de octubre de 312 entre los emperadores romanos Constantino I y Majencio. Constantino ganó la batalla, y atribuyó su victoria al Dios de los cristianos. Se trataba de aludir, pues, a la victoria del Cristianismo frente al Paganismo. Este hecho viene representado por los ángeles triunfantes que ocupan el centro de la parte superior de la composición.
Se representa a los ejércitos luchando en primer plano, en una confusa amalgama de cuerpos que no se ven totalmente; hay guerreros luchando a pie, otros a caballo. En la parte de la derecha, se representa el río Tíber, con el puente Milvio sobre él. En las aguas y sobre el puente, también aparecen personajes luchando. En el segundo, el paisaje del norte de Roma, donde tuvo lugar la batalla. Se ve, a la izquierda, el monte Mario, con la Villa Madama en construcción. La Villa Madama, aunque incompleta, fue una de las más famosas e imitadas villas y jardines aterrazados del Alto Renacimiento. Su construcción fue ordenada por el entonces cardenal Julio de Médici, primo de León X y el proyecto es obra de Rafael.
Toda la escena está enmarcada, a modo de trampantojo, como si fuera un tapiz, recurso ilusionista empleado en los principales frescos de esta Sala de Constantino. En el exterior del mismo aparecen dos figuras femeninas, una a cada lado: RELIGIO (religión) a la izquierda y IVSTITIA (justicia) a la derecha. La de la izquierda aparece sentada, sosteniendo en las manos dos tablas, una en latín y otra en hebreo. 
La gama cromática utilizada en este fresco es más bien limitada y apagada, sensación que se refuerza por la práctica ausencia de luz.

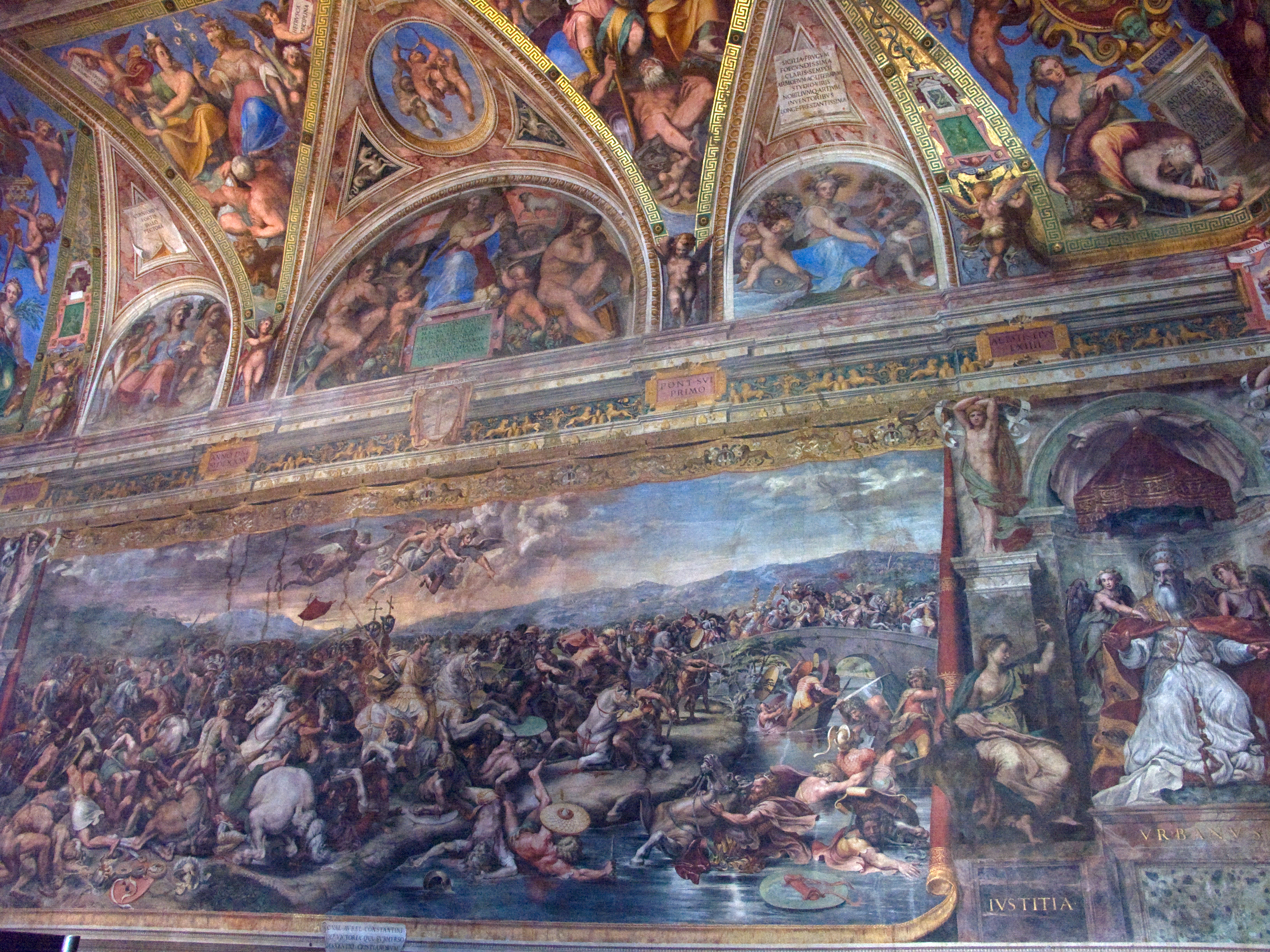
La batalla de Constantino contra Majencio en la Estancia de Constantino. A la derecha se puede ver la representación de la Justicia.